# 加埃維奇
51°21′55″N 28°37′43″E / 51.36528°N 28.62861°E
加埃維奇（烏克蘭語：Гаєвичі），是烏克蘭北部的村莊，隸屬日托米爾州的科羅斯滕區。該村面積1.02平方公里，海拔高度209米，2001年人口326，人口密度每平方公里321.18人。